# 卡拉帕赫拉尼山
16°39′5″S 68°35′24″W / 16.65139°S 68.59000°W
卡拉帕赫拉尼山（Qala P'axrani），是玻利維亞的山峰，位於該國西部拉巴斯省的洛斯安地斯省，屬於安第斯山脈中奇利亞-基姆薩查塔山脈的一部分，海拔高度4,262米。